# André Bugnon

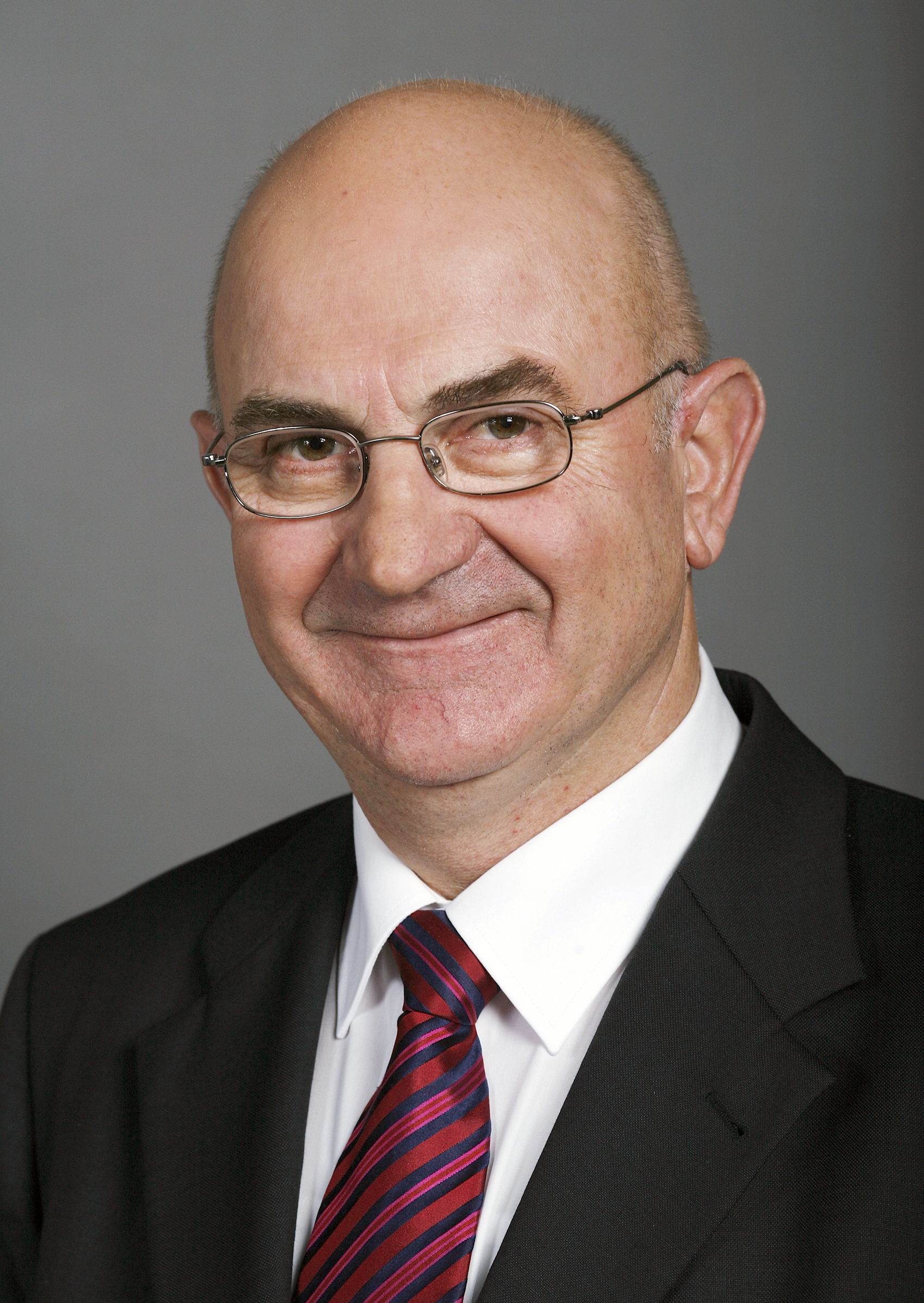
André Bugnon

André Bugnon (* 13. September 1947 in Saint-Prex, heimatberechtigt in Saint-Prex) ist ein Schweizer Politiker (SVP).
Als Politiker war Bugnon zunächst Gemeindepräsident von Saint-Prex. Bei den Wahlen 1999 wurde er vom Kanton Waadt in den Nationalrat gewählt. Vom 3. Dezember 2007 bis zum 30. November 2008 war er Präsident des Nationalrats. Am 29. November 2015 schied er aus dem Nationalrat aus. Von 2008 bis 2016 war er Mitglied der Schweizer Delegation in der Parlamentarischen Versammlung des Europarates.
Bugnon wohnt mit seiner Frau und seinen drei Kindern in Saint-Prex. Er ist von Beruf Landwirt und Winzer.